# Aviación Naval
L’Aviación Naval (internazionalmente nota con la designazione in lingua inglese Argentine Naval Aviation), è la componente aerea dell'Armada de la República Argentina, la marina militare argentina, assieme alla Flota de Mar e Fuerza de Submarinos, la componente navale, e l'Infantería de Marina, e parte integrante delle forze armate argentine.
Nell'unico impegno bellico della sua storia, durante la guerra delle Falkland, i piloti della Aviación Naval diedero prova di notevole preparazione e grande coraggio e inflissero, nonostante la carenza di mezzi e le dure perdite subite, sensibili danni alla squadra navale britannica impegnata nella riconquista delle isole.

## Aeromobili in uso
Sezione aggiornata annualmente in base al World Air Force di Flightglobal del corrente anno. Tale dossier non contempla UAV, aerei da trasporto VIP ed eventuali incidenti accorsi durante l'anno della sua pubblicazione. Modifiche giornaliere o mensili che potrebbero portare a discordanze nel tipo di modelli in servizio e nel loro numero rispetto a WAF, vengono apportate in base a siti specializzati, periodici mensili e bimestrali. Tali modifiche vengono apportate onde rendere quanto più aggiornata la tabella.
| Aeromobile                        | Origine     | Tipo                                                   | Versione (denominazione locale) | In servizio (2024) | Note | Immagine |
| Aerei da pattugliamento marittimo |             |                                                        |                                 |                    | |          |
| Beechcraft Super King Air         | Stati Uniti | aereo da pattugliamento marittimoaereo da ricognizione | B-200 MB-200 F                  | 52                 | |          |
| Lockheed P-3 Orion                | Stati Uniti | aerei da pattugliamento marittimo ASW                  | P-3BP-3C                        | 1                  | 6 P-3B ricevuti tra il 1997 e il 1999 dalla US Navy, uno solo dei quali risulta in organico, e che fungerà da aereo da addestramento all'arrivo dei "nuovi" P-3C. Ulteriori 4 P-3C acquistati di seconda mano dalla Kongelige Norske Luftforsvaret norvegese il 17 ottobre 2023. Primo P-3C consegnato il 2 settembre 2024. |          |
| Grumman S-2T Turbo Tracker        | Stati Uniti | aerei da pattugliamento marittimo ASW                  | S-2T                            | 2                  | 6 S-2A ricevuti nel 1962. Gli S-A furono sostituiti con 6 S-2E ex US Navy, consegnati tra il 12 maggio 1978 ed il dicembre dello stesso anno. Nel 1989 con un accordo con la israeliana IAI fu avviato un programma di modernizzazione nell'ambito del progetto TATA (Argentine Tracker Turbine Conversion), per la rimotorizzazione con motori turboelica, con il primo esemplare rimotorizzato riconsegnato l'8 agosto del 1993. |          |
| Aerei da trasporto                |             |                                                        |                                 |                    | |          |
| Beechcraft TC-12 Huron            | Stati Uniti | aereo da trasporto                                     | TC-12B                          | 2                  | 2 TC-12B acquistati di seconda mano dalla US Navy, con il primo esemplare consegnato a luglio 2023 ed il secondo 22 gennaio 2025. |          |
| Fairchild PC-6 Turboporter        | Svizzera    | aereo leggero da collegamento                          | PC-6A Turboporter               | 1                  | |          |
| Aerei da addestramento            |             |                                                        |                                 |                    | |          |
| Beechcraft T-34 Mentor            | Stati Uniti | aereo da addestramento                                 | T-34C-1                         | 10                 | |          |
| Elicotteri                        |             |                                                        |                                 |                    | |          |
| Eurocopter AS-555-SN Fennec       | Europa      | elicotteri leggeri                                     | AS 555-SN                       | 1                  | |          |
| AgustaWestland AW109              | Italia      | elicotteri leggeri                                     | AW109SP                         | 0                  | Il 26 settembre 2023 il governo argentino ha firmato un memorandum d'intesa per l'acquisto di 8 AW109M da destinare all'aviazione di marina argentina. Ordine per soli 4 AW109SP firmato a novembre 2024. |          |
| Sikorsky SH-3 Sea King            | Stati Uniti | elicottero ASW                                         | ASH-3HS-61T                     | 2                  | 4 ASH-3H e 3 SH-3D ex US Navy consegnati, solo cinque sono ancora in organico, e di questi, solo due sono in condizioni di volare al gennaio 2022. Ulteriori 2 SH-3H ordinati a dicembre 2021. Entrambi consegnati a maggio 2022 ed entrati ufficialmente in servizio a novembre dello stesso anno. |          |

## Aeromobili ritirati
- Dassault Super Étendard IVM - 14 esemplari (1981-2023)[20][21][22][23][24][25]
- Dassault Super Étendard Modernisé - 5 esemplari (2018-2023)[20][21][22][23][24][25]
- Sikorsky SH-3D Sea King - 3 esemplari[16]
- Aérospatiale SA 316B Alouette III - 14 esemplari (1969-2010)[26]
- Westland Lynx Mk.23 - 2 esemplari (1978-1982)[27]
- Aermacchi MB-339AA - 10 esemplari (1981-?)[28]
- Grumman S-2A Tracker - 6 esemplari (1962-1978)
- Douglas A-4Q Skyhawk - 16 esemplari (1971-?)[29]
- Sikorsky H-19 Chickasaw - 12 esemplari (?-?)[30]